# Erik Bruhn

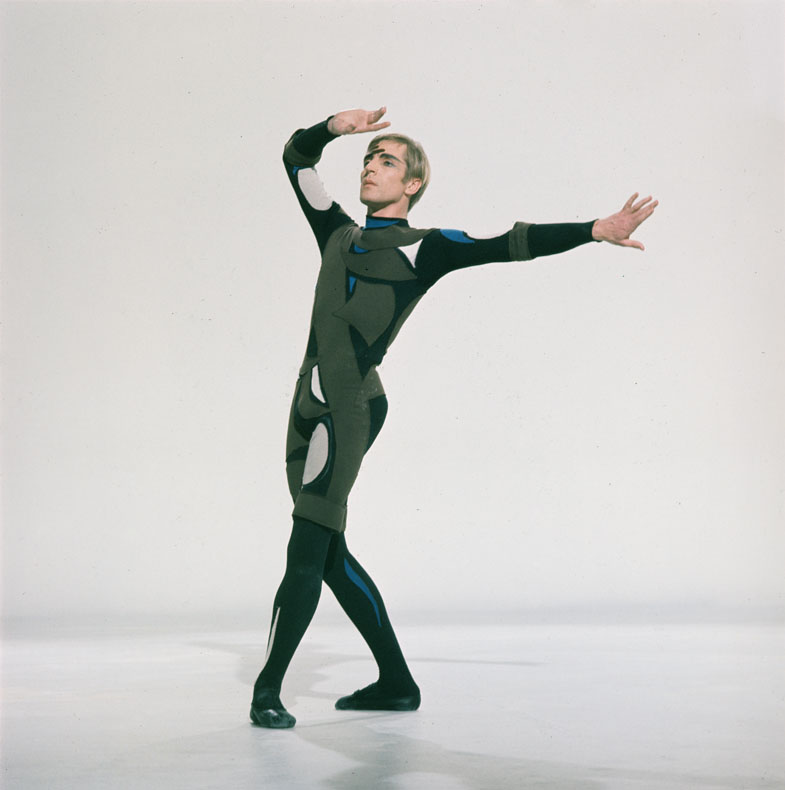
Erik Bruhn

Erik Bruhn (* 3. Oktober 1928 in Kopenhagen, Dänemark als Belton Evers; † 1. April 1986 in Toronto) war einer der bedeutendsten Ballett-Tänzer seiner Zeit. Jahrelang war er der Lebensgefährte des russischen Ballett-Stars Rudolf Nurejew.
Von 1967 bis 1972 war Bruhn Direktor des königlichen schwedischen Balletts. Ab 1983 leitete er als künstlerischer Direktor das Nationale Ballett von Kanada.
Erik Bruhn starb im Alter von 57 Jahren im Toronto General Hospital. Sein Tod wird in Verbindung mit Lungenkrebs gesehen, nach Pierre-Henri Verlhac könnte er aber auch an  AIDS gestorben sein. Er ist in einem anonymen Grab auf dem Mariebjerg-Friedhof in Gentofte, einer Vorstadt von Kopenhagen, bestattet.

## Auszeichnungen
- 1961: Teaterpokalen
- 1963: Dannebrogorden